# Peperomia hebetata
Peperomia hebetata är en pepparväxtart som beskrevs av Trel. & Yunck.. Peperomia hebetata ingår i släktet peperomior, och familjen pepparväxter. Inga underarter finns listade i Catalogue of Life.